# 6687 Лахула
6687 Лахула (6687 Lahulla) — астероїд головного поясу, відкритий 16 березня 1980 року.
Тіссеранів параметр щодо Юпітера — 3,621.